# روضة عسعس (عفيف)
مركز روضة عسعس؛ هو مركزٌ إداري تابعٌ لمحافظة عفيف في منطقة الرياض، وتصنف من فئة (ب) ورمزها 1356.